# Chiesa dei Santi Vincenzo e Anastasio (Varallo Pombia)
La chiesa dei Santi Vincenzo e Anastasio è la parrocchiale di Varallo Pombia, in provincia e diocesi di Novara; fa parte dell'unità pastorale del Ticino.

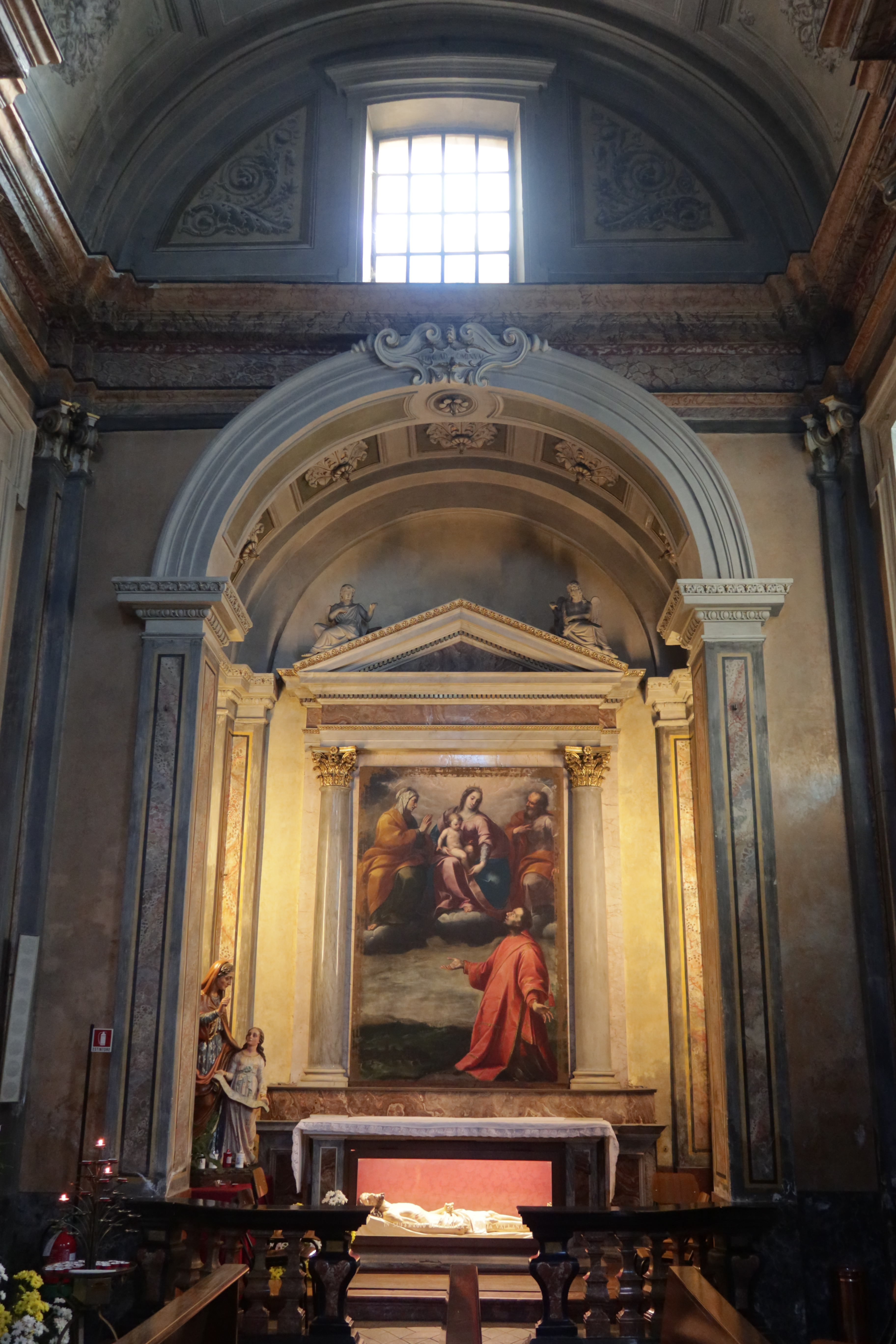
Carlo Francesco Nuvolone, La Madonna con il Bambino tra sant'Anna e san Giuseppe appare a san Vincenzo, Varallo Pombia, 1631, olio su tela,

È una millenaria pieve romanica risalente all'XI secolo, poi ampliata e rimaneggiata nel XVI e XVIII secolo, tanto che la costruzione odierna è di aspetto barocco.

## Storia e descrizione
La chiesa, consacrata ai santi Vincenzo ed Anastasio dal vescovo Balbis Bertone il 3 agosto 1758, sembrerebbe eretta sui resti di un tempietto dedicato a Nettuno: così testimonierebbero la lapide che si conserva nel quadriportico della canonica di Novara e quella murata nella facciata di mezzogiorno della chiesa. Viene già ricordata nel 1132 come sede pievana. Il campanile, a pianta quadrata, risulta più antico della chiesa. Sulla sinistra, entrando in chiesa, è visibile un pregevole affresco della scuola del Cagnola raffigurante san Defendente. Presente anche una ricostruzione della grotta di Lourdes risalente al 1927. Di particolare interesse la tela restaurata nel 2009 La Madonna con il Bambino tra sant'Anna e san Giuseppe appare a san Vincenzo – olio su tela cm 255 x 160 del 1631 – posto nella cappella di Sant'Anna, transetto destro attribuita al pittore Carlo Francesco Nuvolone.